# Нишапурски планини
Нишапурските планини са планини в Североизточен Иран, южна съставна част на Туркмено-Хорасанските планини и северна ограда на обширната Иранска планинска земя. Простират се от северозапад на югоизток на протежение над 500 km и ширина до 170-180 km. На северозапад в района на връх Мулгазар (2354 m) се свързват с планинската верига Алборз, а на югоизток завършват до границата с Афганистан. На североизток дългата над 500 km Кучано-Мешхедска долина ги отделя от планината Копетдаг, а на югозапад склоновете им постепенно потъват в средноиранските пустини Деще Кевир и Кевире Немек. Състоят се от два, на запад три реда паралелни хребети, разделени от широки надлъжни и напречни долини. По-известните хребети са: (от северозапад на югоизток) Аладаг (2984 m), Джовейн (Асферайен, 1278 m), Джагатай (2955 m), Шах Джехан (3060 m), Биналуд (връх Кенгзошк 3314 m), Кухе Сорх (3019 m) и Бахерс (2608 m). Изградени са от варовици и пясъчници с изходни интрузии от порфирити и гранити. Големи участъци са заети от бедленди. На север текат къси и временни леви притоци на река Атрек, вливаща се в Каспийско море, на изток – реките Кешефруд и Джам (леви притоци на Херируд), а на юг – реките Кал (Шуруд), Кале Шур, Джебаруд (Калшур), Сорхаб и др., губещи се във вътрешноиранските пустини. Богати са на термални източници и находища на тюркоази. Предпланинските пустини във височина се сменят с полупустини, със сивоземни почви и планински степи, развити върху канелени почви. По северните им подножия са разположени големите ирански градове Мешхед, Кучан и Ширван, а по южните – Сабзевар и Нишапур.